# Landtagswahlkreis Münster I – Steinfurt IV
Der Landtagswahlkreis Münster I – Steinfurt IV (bis 2022: Landtagswahlkreis Münster I) ist ein Landtagswahlkreis in Nordrhein-Westfalen.
Sein Gebiet umfasst folgende Kommunalwahlbezirke der kreisfreien Stadt Münster:
- 03 Kreuz
- 05 Uppenberg
- 06 Rumphorst
- 14 Kinderhaus-West
- 15 Kinderhaus-Ost/Sprakel
- 16 Coerde
- 17 Gelmer/Dyckburg
- 18 Handorf
- 19 Mauritz-Ost
- 31 Gievenbeck-Süd
- 32 Gievenbeck-Nord
- 33 Nienberge

Ferner gehört die Gemeinde Altenberge aus dem Kreis Steinfurt zum Wahlkreis.

## Geschichte
Bei der ersten Landtagswahl 1947 hatte die Stadt Münster nur einen Wahlkreis, zur Wahl 1966 kam ein zweiter Wahlkreis hinzu. Zur Wahl 1980 wurde der Zuschnitt beider Wahlkreise geändert, nachdem das Stadtgebiet von Münster im Zuge der Gebietsreform 1975 vergrößert wurde. Der Wahlkreis Münster I umfasste seitdem den nördlichen Teil der Stadt Münster, nämlich die Stadtbezirke Nord und Ost sowie die nördlichen Teile der Stadtbezirke West und Mitte. Seit der Landtagswahl 2017 orientiert sich der Zuschnitt an den Kommunalwahlbezirken.
Zur Landtagswahl 2022 erhielt die Stadt Münster einen dritten Wahlkreis, wodurch der Zuschnitt geändert wurde. Im Zuge dessen gab der Wahlkreis Münster I die Wahlbezirke 04 Piusallee und 07 Mauritz-Mitte an den Wahlkreis Münster II und die Wahlbezirke 01 Altstadt, 02 Schloss und 30 Sentrup an den neuen Wahlkreis Münster III – Coesfeld III ab. Dafür kam die Gemeinde Altenberge (bislang Wahlkreis Steinfurt I) zum Wahlkreisgebiet, wodurch der Name in Wahlkreis Münster I – Steinfurt IV geändert wurde.

## Landtagswahl 2022
Wahlberechtigt waren 89.052 Einwohner, die Wahlbeteiligung betrug 66,3 Prozent.
| Direktkandidat    | Partei     | Erststimmen in % | Zweitstimmen in % |
| ----------------- | ---------- | ---------------- | ----------------- |
| Simone Wendland   | CDU        | 33,4             | 33,1              |
| Bibiane Benadio   | SPD        | 21,6             | 20,3              |
| Maximilian Kemler | FDP        | 5,0              | 5,9               |
| Helmut Birke      | AfD        | 2,4              | 2,3               |
| Josefine Paul     | GRÜNE      | 32,8             | 30,4              |
| Katharina Geuking | LINKE      | 2,5              | 2,5               |
| Ernst Wißmann     | Die PARTEI | 1,4              | 1,0               |
| Lara Neumann      | Volt       | 1,0              | 1,5               |
| –                 | Sonstige   | –                | 3,0               |

## Landtagswahl 2017
| Direktkandidat   | Partei   | Erststimmen in % | Zweitstimmen in % |
| ---------------- | -------- | ---------------- | ----------------- |
| Thomas Marquardt | SPD      | 31,0             | 27,4              |
| Simone Wendland  | CDU      | 37,2             | 31,3              |
| Josefine Paul    | GRÜNE    | 13,3             | 13,1              |
| Sandra Wübken    | FDP      | 7,9              | 14,0              |
| Daniel Düngel    | PIRATEN  | 1,3              | 0,9               |
| Benjamin Körner  | LINKE    | 5,6              | 6,9               |
| Holger Lucius    | AfD      | 2,8              | 3,5               |
| –                | Sonstige | 0,9              | 2,8               |

Neben der erstmals gewählten Wahlkreisabgeordneten Simone Wendland (CDU), die das Mandat nach fünf Jahren von der SPD zurückgewinnen konnte, wurde die Grünen-Direktkandidatin Josefine Paul, die dem Parlament seit 2010 angehört, über den elften Listenplatz der Landesliste ihrer Partei in den Landtag gewählt. Der bisherige Wahlkreisabgeordnete Thomas Marquardt schied aus dem Parlament aus, da sein Listenplatz 40 auf der SPD-Landesliste nicht zog. Wegen des Scheiterns der Piraten an der 5%-Hürde schied auch deren bisheriger Abgeordneter Daniel Düngel aus dem Landtag aus.

## Landtagswahl 2012
| Direktkandidat   | Partei   | Erststimmen in % | Zweitstimmen in % |
| ---------------- | -------- | ---------------- | ----------------- |
| Josef Rickfelder | CDU      | 33,15            | 25,94             |
| Thomas Marquardt | SPD      | 34,72            | 32,70             |
| Josefine Paul    | GRÜNE    | 18,69            | 19,98             |
| Christoph Jauch  | FDP      | 5,06             | 10,34             |
| Benjamin Körner  | LINKE    | 2,18             | 2,43              |
| Pascal Powroznik | PIRATEN  | 5,40             | 6,29              |
| –                | Sonstige | 0,80             | 2,36              |

## Landtagswahl 2010
Bei der Landtagswahl am 9. Mai 2010 waren 105.227 Einwohner wahlberechtigt. Bei einer Wahlbeteiligung von 68,3 % gewann Josef Rickfelder (CDU) das Direktmandat.
| Direktkandidat   | Partei    | Erststimmen in % | Zweitstimmen in % |
| ---------------- | --------- | ---------------- | ----------------- |
| Josef Rickfelder | CDU       | 38,66            | 34,70             |
| Anna Boos        | SPD       | 33,44            | 27,35             |
| Otto Reiners     | GRÜNE     | 17,99            | 21,38             |
| Christoph Jauch  | FDP       | 5,29             | 7,35              |
| Rüdiger Sagel    | Die Linke | 4,63             | 4,72              |
|                  | Sonstige  | -                | 4,50              |

## Landtagswahl 2005
Wahlberechtigt waren 100.996 Einwohner. Gewählt wurde Marie-Theres Kastner (CDU).
| Direktkandidat       | Partei         | Stimmen in % |
| -------------------- | -------------- | ------------ |
| Anna Boos            | SPD            | 32,2         |
| Marie-Theres Kastner | CDU            | 43,1         |
| Sebastian Steinzen   | FDP            | 6,9          |
| Maria Klein-Schmeink | GRÜNE          | 13,9         |
| Ursula Wagener       | REP            | 0,2          |
| Thomas Zehetbauer    | PDS            | 0,7          |
| Markus Pohl          | NPD            | 0,5          |
| Gerd Kersting        | ödp            | 0,5          |
| Johann Spengler      | WASG           | 1,9          |
| Harry Seemann        | Einzelbewerber | 0,2          |